# Том Такър
Томас Арнолд „Том“ Такър (роден в Ленгли, Британска Колумбия, Канада на 11 април 1973), известен също като Браун Том, Кафявия Том, Кестенявия Том, е китарист и вокалист на канадската пънк рок група Gob, както и продуцент.
Формира Gob с Тео Гоутзинакис през 1994 година. Китарист на рок групата Sum 41 (2007), неин водещ китарист и беквокалист.
Участва във филмите Going The Distance и Sharp As Marbles.

## Албуми
Gob
- Gob (1994)
- Too Late... No Friends (1995)
- How Far Shallow Takes You (1998)
- World According To God (2001)
- Foot In Mouth Disease (2003)
- Muertos Vivos (2007)
- Gob Documentary (2012)

Sum 41
- All The Good Shit:14 Solid Gold Hits 2000 – 2008 (2009)
- Screaming Bloody Murder (2011)
- Live At The House Of Blues, Cleveland 9.15.07 (2011)

Други
- FUBAR:The Album (2002)
- By A Thread (2007) (продуцент)
- Floodlight (2009) (продуцент)